# Alien
Alien (även kallad Alien - den åttonde passageraren i Sverige) är en amerikansk-brittisk science fiction/skräckfilm som hade biopremiär i USA den 25 maj 1979, i regi av Ridley Scott. I huvudrollerna ses Tom Skerritt, Sigourney Weaver, Veronica Cartwright, Harry Dean Stanton, John Hurt, Ian Holm och Yaphet Kotto. Filmens titel refererar till antagonisten, en aggressiv utomjordisk varelse.
Alien uppskattades av både kritiker och publik, och följdes av litteratur, TV-spel, varor och tre officiella uppföljare. Filmen blev ett framgångsrikt startskott på skådespelerskan Sigourney Weavers karriär. Genom att hon spelade en stark hjältinna blev Alien också en icke sedvanlig (enligt Hollywoods standard) film inom actiongenren. Medan Alien-varelserna i sig blev en populär aspekt av filmen, är Weavers roll som Ellen Ripley den tematiska tråden som löper genom serien. Tillsammans med filmer av David Cronenberg från 1970-talet (i synnerhet Frossa, Rabid och The Brood – Missfostret) blev Alien ett centralt verk inom utvecklingen av undergenren biologisk skräck. Filmen marknadsfördes bland annat med en tagline som blev allmänt känd: "I rymden kan ingen höra dig skrika." Barbara Gips skrev taglinen och den grafiska konstnären Phil Gips designade affischen till filmen.

## Handling
I en avlägsen framtid har Nostromo, en interstellär fraktfarkost med en besättning på sju personer, påbörjat färden hem till jorden med en last av tjugo miljoner ton malm. Farkostens dator MU-TH-R 182, även kallat Mother (Mor) av besättningen, mottar en signal från en måne som kretsar kring en närliggande planet. Datorn väcker besättningen ur sin kryosömn för att undersöka signalens ursprung. Med malm- och gruvenheterna kvar i omloppsbana landar Nostromo på månen men skadas av en hård landning. 
Kommendör Dallas (Tom Skerritt), försteofficer Kane (John Hurt) och navigatören Lambert (Veronica Cartwright) lämnar farkosten för att undersöka signalen. De upptäcker snart ett störtat rymdskepp av okänt ursprung. Gruppen går in i skeppet och finner pilotens förtorkade kvarlevor med ett hål i bröstkorgen. Kane firar sig ner till en kammare och upptäcker tusentals läderartade ägg. Ett av äggen öppnas och en spindelliknande varelse hoppar ut och fäster sig på Kanes ansikte. Dallas och Lambert bär tillbaka den medvetslösa Kane till Nostromo. Ripley (Sigourney Weaver), befälhavare under Dallas och Kanes frånvaro, vägrar låta dem komma ombord på grund av karantänprotokoll. Vetenskapsofficeren Ash (Ian Holm) ignorerar Ripleys beslut och släpper in dem. På skeppets sjukstuga försöker Dallas och Ash ta bort varelsen från Kanes ansikte men upptäcker snart att de inte kan göra det utan att skada Kane. Ash försöker då att skära bort en av varelsens fingrar varpå varelsens frätande blod sprutar ut på golvet och bränner igenom flera våningar på skeppet. På grund av dess dödliga försvarsmekanism avhåller sig besättningen från vidare försök att avlägsna varelsen. Slutligen lossnar varelsen från Kanes huvud av sig själv och besättningen finner varelsen död. Kane vaknar upp till synes oskadd. 
Med ett reparerat skepp lämnar besättningen månen och tar en sista måltid innan de återgår till sin avbrutna kryosömn. Under måltiden drabbas Kane av smärta och kramper. En aggressiv liten varelse bryter sig igenom Kanes bröstkorg och försvinner snabbt bort i rymdskeppets mörka vrår. Efter att släppt ut Kanes kropp under en kort begravningsceremoni delar besättningen upp sig i två grupper för att fånga rymdvarelsen. Ash sätter samman en spårningsapparat. Efter att ha tagit emot en signal tror Parker (Yaphet Kotto), Brett (Harry Dean Stanton), och Ripley att de lokaliserat varelsen men det visar sig bara vara Jones, besättningens katt. De förstår att de måste fånga katten för att inte få signal från den igen. Parker sänder tillbaka Brett för att fånga Jones. Under den sökningen möter Brett rymdvarelsen som nu är fullvuxen. Rymdvarelsen attackerar honom och drar in honom i en ventilationstrumma.
Besättningen förstår nu att rymdvarelsen använt ventilationstrummor för att röra sig genom skeppet. Dallas kliver då beväpnad med en eldkastare in i ventilationsnätverket med avsikt att skjuta ut varelsen från skeppet. Ripley får signal om att rymdvarelsen är på väg mot Dallas. Medan Dallas försöker fly blir han attackerad bakifrån och försvinner. Ripley frågar Mother om hjälp hur de skall förgöra rymdvarelsen och upptäcker då att "Weyland Yutani" redan har upptäckt radiosändningen och avkodat den som en varning. Företaget vill fånga en alien för utvärdering som vapen, även till bekostnad av besättningen (All other priorities rescinded. Crew expendable.). Ash, Företagets ombud ombord, attackerar Ripley efter att hon hör om "Special Order 937", men Parker och Lambert anländer innan han kan döda henne. Parker slår loss Ashs huvud med en brandsläckare och upptäcker att Ash är en android.
De tre ännu levande besättningsmedlemmarna beslutar sig för att förstöra Nostromo och fly i räddningsskytteln Narcissus. Medan Ripley förbereder Narcissus för utskjutning går Parker och Lambert tillsammans iväg för att samla kylvätska till skytteln. Ripley hör skrik från kollegorna via farkostens kommunikationssystem och springer dit för att undersöka. Hon anländer för sent och upptäcker att rymdvarelsen dödat både Parker och Lambert. Ripley aktiverar skeppets självförstörelsesekvens och skyndar sig till skytteln men upptäcker rymdvarelsen nära skyttelns ingång. Efter ett misslyckat försök att avbryta skeppets självförstörelsesekvens skyndar sig Ripley tillbaka med Jones till skytteln där rymdvarelsen inte längre syns. Ripley och Jones lämnar då Nostromo i skytteln varpå Nostromo exploderar. Medan Ripley förbereder sig för sin kryosömn upptäcker hon att rymdvarelsen gömt sig i skytteln. Ripley tar på sig en rymddräkt och inväntar varelsens attack. När varelsen står framför ytterdörren öppnar Ripley den för att vakuumet ska dra ut varelsen i rymden. Varelsen klamrar sig fast i dörröppningen, men med hjälp av en harpunpistol lyckas Ripley skjuta ut varelsen helt. Dörren stängs och klämmer fast harpunlinan, och varelsen börjar klättra tillbaka mot skeppet. När rymdvarelsen kliver in i en av skyttelns motorgondoler aktiverar Ripley motorn och skjuter ut den i rymden. Filmen slutar med att Ripley och katten återgår till kryosömn.

## Rollista
| Tom Skerritt        | – Dallas                  |
| Sigourney Weaver    | – Ripley                  |
| Veronica Cartwright | – Lambert                 |
| Harry Dean Stanton  | – Brett                   |
| John Hurt           | – Kane                    |
| Ian Holm            | – Vetenskapsofficeren Ash |
| Yaphet Kotto        | – Parker                  |
| Bolaji Badejo       | – Alien                   |
| Helen Horton        | – Mother (röst)           |

## Produktion och distribution

### Planering
I ett tidigt utkast av manuskriptet bestod besättningen uteslutande av män. När detta ändrades till att även ha två kvinnor ombord var det för tiden banbrytande att dessutom göra filmens hjälte till en kvinna.
Manusförfattarna Dan O'Bannon och Ronald Shusett hade svårigheter att ta sig fram till en titel på filmen, och förslag såsom Star beast cirkulerade. Till slut fastnade O'Bannon för titeln Alien - det är både ett adjektiv ("främmande") och ett substantiv ("främling").

### Filmens monster
Detta är den enda film i filmserien, inklusive de två Alien vs. Predator-filmerna, där Tom Woodruff, Jr. och Alec Gillis inte var inblandade i designarbetet på alien-figuren.
Monstret i Alien ritades och designades av den schweiziske konstnären H.R. Giger, som även designade äggen, ansiktskramaren "Facehugger", planetens yta och det övergivna rymdskeppet med tillhörande pilot. Huvudet på alienmonstret med den utskjutande tungan byggdes av den italienske effektbyggaren Carlo Rambaldi.
Alienmonstret kallas även Xenomorph.
Bolaji Badejo, som spelade Alienmonstret, tränade Tai Chi och tog pantomimlektioner för att lära sig monstrets långsamma rörelser. En särskild gunga konstruerades för honom under filminspelningen eftersom han på grund av svansen på Alienkostymen inte kunde sitta på en vanlig stol för att vila mellan tagningarna. Han fick rollen före Peter Mayhew som också var på audition för samma roll.

### Övriga roller och handling
Alla Alienfilmerna innehåller en android som biroll. Deras namn följer även bokstavsordning. Ash - Alien, Bishop - Aliens och Alien³, Call - Alien återuppstår och David - Prometheus.
Vid slutet av Alien³ (1992) citeras Ripleys slutord i Alien som ett uppsnappat meddelande efter driftstoppet av kolonin Fiorina "Fury" 161, decennier efter händelserna i Alien.

### Scenografi och musik
Alla Alienfilmerna innehåller scener som utspelar sig i en matsal.
I en scen som togs bort från biografversionen men som finns med i specialversionen från 2003 hittar Ripley Dallas och Brett, båda två i olika stadier av förvandling till ägg. Detta togs bort från biografversionen då scenen ansågs sakta ner tempot för mycket.
Även en scen när Lambert (Veronica Cartwright) grälar med Ripley, samt ger henne en örfil utanför labbet där Kane ligger nedsövd, klipptes bort i den färdiga (original-)versionen.
Jerry Goldsmith skrev filmmusiken rekordsnabbt, på cirka tre veckor. Ridley Scott skippade dock Jerry Goldsmiths avslutningsstycke och ersatte det med "Symphony No. 2" ('Romantic') av Howard Hanson.

### Relaterade filmer
Filmen fick tre uppföljare. Filmfiguren Alien har dessutom förekommit i ytterligare två filmer, Alien vs. Predator och Aliens vs Predator: Requiem. James Cameron, som regisserade uppföljaren Aliens, sa i en intervju 2006 att Alien vs. Predator fick honom att avskriva tankar på en femte Alien-film.
Ridley Scott har även producerat och regisserat filmen Prometheus, som enligt honom själv inte är en direkt föregångare till Alien men anknyter på flera punkter och utspelar sig i samma "universum".

### Distribution
Filmen hade Sverigepremiär 2 november 1979 på biograferna Rigoletto, Ri-Tvåan och Rival i Stockholm.